# حزب المبادرة الوطنية الدستورية التونسية
حزب المبادرة هو حزب سياسي تونسي يتمركز في وسط الساحة السياسية تأسس بعد الثورة التونسية. تم إنشائه من قبل وزير الخارجية التونسي السابق في عهد الرئيس بن علي كمال مرجان في تاريخ 1 آفريل 2011.

## أهداف الحزب
- تحقيق الحرية والديمقراطية.
- تامين العيش الكريم لكل مواطن تونسي.
- لم شمل التونسيين على الرغم من اختلاف الأفكار والحساسيات